# Tournoi d'ouverture du championnat du Guatemala de football 2022
Navigation
Tournoi précédent Tournoi suivant
Le tournoi Apertura 2022 est le quarante-huitième tournoi saisonnier disputé au Guatemala.
C'est cependant la 94e fois que le titre de champion du Guatemala est remis en jeu. Le tenant du titre, le Comunicaciones FC, défend son statut de champion face aux onze meilleures équipes du Guatemala. En gagnant la finale face au Antigua GFC, le Cobán Imperial remporte le deuxième titre de son histoire après son premier sacre en Clausura 2004, et se qualifie pour la Coupe d'Amérique centrale 2023.

## Équipes participantes
| \| Ciudad de Guatemala : Antigua Comunicaciones Municipal Ciudad de Guatemala Malacateco Xelaju Santa Lucía Guastatoya Cobán Imperial Iztapa Achuapa Xinabajul Mixco \| Localisation des équipes engagées dans le championnat. |
| Ciudad de Guatemala : Antigua Comunicaciones Municipal Ciudad de Guatemala Malacateco Xelaju Santa Lucía Guastatoya Cobán Imperial Iztapa Achuapa Xinabajul Mixco                                                              |

Ce tableau présente les douze équipes qualifiées pour disputer le championnat 2022-2023. On y trouve le nom des clubs, le nom des stades dans lesquels ils évoluent ainsi que la capacité et la localisation de ces derniers.
| Club                           | Ville                     | Stade                                          | Capacité |
| Deportivo Achuapa (es)         | El Progreso               | Stade municipal Manuel Ariza                   | 1 500    |
| Antigua GFC                    | Ciudad de Guatemala       | Stade Pensativo                                | 9 000    |
| Cobán Imperial                 | Cobán                     | Stade Verapaz                                  | 8 000    |
| CSD Comunicaciones             | Ciudad de Guatemala       | Stade Cementos Progreso                        | 17 000   |
| Deportivo Guastatoya (es)      | Guastatoya                | Stade David Cordón Hichos (es)                 | 3 500    |
| Deportivo Iztapa (en)          | Iztapa                    | Stade municipal Morón                          | 3 000    |
| Deportivo Malacateco           | Malacatán                 | Stade Santa Lucía                              | 7 000    |
| Deportivo Mixco (en)           | Mixco                     | Stade Santo Domingo de Guzmán                  | 5 200    |
| CSD Municipal                  | Ciudad de Guatemala       | Stade Manuel Felipe Carrera                    | 10 000   |
| Santa Lucía Cotzumalguapa (es) | Santa Lucía Cotzumalguapa | Stade municipal Santa Lucía Cotzumalguapa (es) | 9 000    |
| Xelaju MC                      | Quetzaltenango            | Stade Mario Camposeco                          | 11 000   |
| Deportivo Xinabajul            | Huehuetenango             | Stade Los Cuchumatanes                         | 5 433    |

## Compétition
Le tournoi Apertura est divisé en deux phases :
- La phase de qualification : les vingt-deux journées de championnat.
- La phase finale : les matchs aller-retour allant des quarts de finale à la finale.

### Phase de qualification
Lors de la phase de qualification, chaque équipe affrontent à deux reprises ses adversaires.
Les huit meilleures équipes sont qualifiées pour la phase finale.
Le classement est établi sur le barème de points classique (victoire à 3 points, match nul à 1, défaite à 0).
Le départage final se fait selon les critères suivants :
- Le nombre de points.
- La différence de buts générale.
- La différence de buts particulière.
- Le nombre de buts marqué.

#### Classement
| Rang | Équipe                         | Pts | J  | G  | N  | P  | Bp | Bc | Diff |
| ---- | ------------------------------ | --- | -- | -- | -- | -- | -- | -- | ---- |
| 1    | Antigua GFC                    | 41  | 22 | 12 | 5  | 5  | 47 | 27 | +20  |
| 2    | Cobán Imperial                 | 39  | 22 | 11 | 6  | 5  | 35 | 27 | +8   |
| 3    | CSD Comunicaciones             | 39  | 22 | 11 | 6  | 5  | 33 | 25 | +8   |
| 4    | Deportivo Malacateco T         | 34  | 22 | 10 | 4  | 8  | 30 | 26 | +4   |
| 5    | CSD Municipal                  | 33  | 22 | 9  | 6  | 7  | 31 | 22 | +9   |
| 6    | Deportivo Guastatoya (es)      | 30  | 22 | 7  | 9  | 6  | 20 | 18 | +2   |
| 7    | Xelaju MC                      | 29  | 22 | 7  | 9  | 7  | 29 | 22 | +7   |
| 8    | Deportivo Achuapa (es)         | 28  | 22 | 7  | 7  | 8  | 27 | 37 | -10  |
| 9    | Deportivo Iztapa (en)          | 27  | 22 | 7  | 6  | 9  | 31 | 35 | -4   |
| 10   | Deportivo Xinabajul P          | 26  | 22 | 7  | 5  | 10 | 23 | 29 | -6   |
| 11   | Deportivo Mixco (en) P         | 16  | 22 | 2  | 10 | 10 | 17 | 35 | -18  |
| 12   | Santa Lucía Cotzumalguapa (es) | 15  | 22 | 3  | 6  | 13 | 20 | 40 | -20  |

| Légende : Qualifications et relégations | Légende : Qualifications et relégations          |
| --------------------------------------- | ------------------------------------------------ |
|                                         | Qualifié pour la phase finale                    |
|                                         | T Tenant du titre P Promu de la saison 2021-2022 |

### Phase finale
Les huit équipes qualifiées sont réparties dans le tableau final d'après leur classement général. L'équipe la moins bien classée accueille lors du match aller et la meilleure lors du match retour. En cas d'égalité sur la somme des deux matchs, la règle des buts marqués à l'extérieur s'applique puis si l'égalité persiste, c'est l'équipe la mieux placée au classement général qui l'emporte.

#### Tableau
|  | Quarts de finale            | Quarts de finale            | Quarts de finale    | Quarts de finale    |                  |                  | Demi-finales | Demi-finales | Demi-finales | Demi-finales |  |  | Finale | Finale | Finale | Finale |
|  |                             |                             |                     |                     |                  |                  |              |              |              |              |  |  |        |        |        |        |
|  |                             |                             |                     |                     |                  |                  |              |              |              |              |  |  |        |        |        |        |
|  |                             |                             |                     |                     |                  |                  |              |              |              |              |  |  |        |        |        |        |
|  | 1 Antigua GFC               | 1 Antigua GFC               | 1                   | 2                   |                  |                  |              |              |              |              |  |  |        |        |        |        |
|  | 1 Antigua GFC               | 1 Antigua GFC               | 1                   | 2                   |                  |                  |              |              |              |              |  |  |        |        |        |        |
|  | 8 Deportivo Achuapa (es)    | 8 Deportivo Achuapa (es)    | 1                   | 0                   |                  |                  |              |              |              |              |  |  |        |        |        |        |
|  | 8 Deportivo Achuapa (es)    | 8 Deportivo Achuapa (es)    | 1                   | 0                   | 1 Antigua GFC    | 1 Antigua GFC    | 1            | 1            |              |              |  |  |        |        |        |        |
|  |                             |                             |                     |                     | 1 Antigua GFC    | 1 Antigua GFC    | 1            | 1            |              |              |  |  |        |        |        |        |
|  |                             |                             | 5 CSD Municipal     | 5 CSD Municipal     | 0                | 0                |              |              |              |              |  |  |        |        |        |        |
|  | 4 Deportivo Malacateco      | 4 Deportivo Malacateco      | 5 CSD Municipal     | 5 CSD Municipal     | 0                | 0                | 0            | 1            |              |              |  |  |        |        |        |        |
|  | 4 Deportivo Malacateco      | 4 Deportivo Malacateco      |                     |                     |                  |                  |              | 1            |              |              |  |  |        |        |        |        |
|  | 5 CSD Municipal             | 5 CSD Municipal             | 2                   | 0                   |                  |                  |              |              |              |              |  |  |        |        |        |        |
|  | 5 CSD Municipal             | 5 CSD Municipal             | 2                   | 0                   | 1 Antigua GFC    | 1 Antigua GFC    | 0            | 0            |              |              |  |  |        |        |        |        |
|  |                             |                             |                     |                     | 1 Antigua GFC    | 1 Antigua GFC    | 0            | 0            |              |              |  |  |        |        |        |        |
|  |                             |                             | 2 Cobán Imperial    | 2 Cobán Imperial    | 1                | 0                |              |              |              |              |  |  |        |        |        |        |
|  | 2 Cobán Imperial            | 2 Cobán Imperial            | 2 Cobán Imperial    | 2 Cobán Imperial    | 1                | 0                | 0            | 1            |              |              |  |  |        |        |        |        |
|  | 2 Cobán Imperial            | 2 Cobán Imperial            |                     |                     |                  |                  |              |              |              |              |  |  |        |        |        |        |
|  | 7 Xelaju MC                 | 7 Xelaju MC                 | 0                   | 0                   |                  |                  |              |              |              |              |  |  |        |        |        |        |
|  | 7 Xelaju MC                 | 7 Xelaju MC                 | 0                   | 0                   | 2 Cobán Imperial | 2 Cobán Imperial | 1            | 2            |              |              |  |  |        |        |        |        |
|  |                             |                             |                     |                     | 2 Cobán Imperial | 2 Cobán Imperial | 1            | 2            |              |              |  |  |        |        |        |        |
|  |                             |                             | 3 Comunicaciones FC | 3 Comunicaciones FC | 0                | 0                |              |              |              |              |  |  |        |        |        |        |
|  | 3 Comunicaciones FC         | 3 Comunicaciones FC         | 3 Comunicaciones FC | 3 Comunicaciones FC | 0                | 0                | 0            | 2            |              |              |  |  |        |        |        |        |
|  | 3 Comunicaciones FC         | 3 Comunicaciones FC         |                     |                     |                  |                  |              | 2            |              |              |  |  |        |        |        |        |
|  | 6 Deportivo Guastatoya (es) | 6 Deportivo Guastatoya (es) | 0                   | 0                   |                  |                  |              |              |              |              |  |  |        |        |        |        |
|  | 6 Deportivo Guastatoya (es) | 6 Deportivo Guastatoya (es) | 0                   | 0                   |                  |                  |              |              |              |              |  |  |        |        |        |        |
|  |                             |                             |                     |                     |                  |                  |              |              |              |              |  |  |        |        |        |        |

#### Quarts de finale
| Club                 | Aller | Retour | Club                      | Commentaire |
| Antigua GFC          | 1 - 1 | 2 - 0  | Deportivo Achuapa (es)    |             |
| Cobán Imperial       | 0 - 0 | 1 - 0  | Xelaju MC                 |             |
| Comunicaciones FC    | 0 - 0 | 2 - 0  | Deportivo Guastatoya (es) |             |
| Deportivo Malacateco | 0 - 2 | 1 - 0  | CSD Municipal             |             |

#### Demi-finales
| Club           | Aller | Retour | Club              | Commentaire |
| Antigua GFC    | 1 - 0 | 1 - 0  | CSD Municipal     |             |
| Cobán Imperial | 1 - 0 | 2 - 0  | Comunicaciones FC |             |

#### Finale
| Match aller      | Cobán Imperial        | 1 - 0   | Antigua GFC | Stade Verapaz, Cobán    |                         |
| 15 décembre 2022 | Robin Betancourth 64e | (0 - 0) |             | Arbitrage : Bryan López | Arbitrage : Bryan López |
| 15 décembre 2022 | Rapport               |         |             | Arbitrage : Bryan López | Arbitrage : Bryan López |

| Match retour     | Antigua GFC | 0 - 0   | Cobán Imperial | Stade Pensativo, Antigua Guatemala |                          |
| 18 décembre 2022 |             | (0 - 0) |                | Arbitrage : Walter López           | Arbitrage : Walter López |
| 18 décembre 2022 | Rapport     |         |                | Arbitrage : Walter López           | Arbitrage : Walter López |

| Vainqueur du Tournoi Apertura 2022 Cobán Imperial 2e titre |

## Bilan du tournoi
| Tournoi d'ouverture du championnat de football du Guatemala 2022 |                           |
| Champion                                                         | Cobán Imperial (2e titre) |
| Dauphin                                                          | Antigua GFC               |
| Qualifications continentales                                     |                           |
| Coupe d'Amérique centrale 2023                                   | Cobán Imperial            |